# بوندرسپیتز

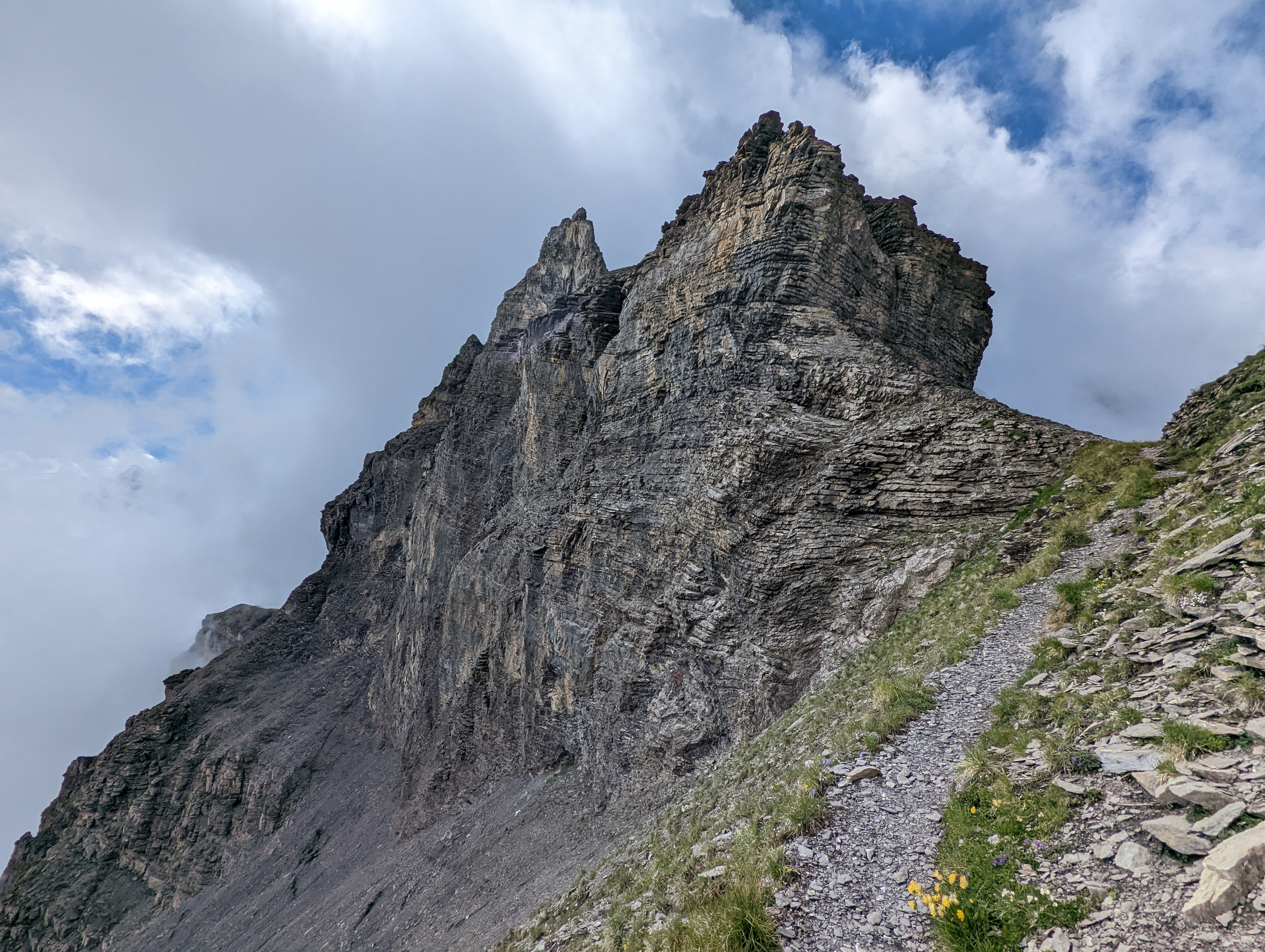
تصویری از این کوه

بوندرسپیتز (به لاتین: Bunderspitz) یک کوه در سوئیس است که در کانتون برن واقع شده‌است. بوندرسپیتز ۲٬۵۴۶ متر بالاتر از سطح دریا واقع شده‌است.